# Dengeki Daioh
Gekkan Comic Dengeki Daioh (jap. 月刊コミック電撃大王 Gekkan Komikku Dengeki Daiō) – japoński miesięcznik z mangami shōnen, wydawany od 18 kwietnia 1994 roku nakładem wydawnictwa ASCII Media Works (dawniej MediaWorks). Magazyn obecnie ukazuje się 27 dnia każdego miesiąca.
Początkowo był wydawany jako kwartalnik, jednakże w 1996 roku został przekształcony w dwumiesięcznik, a pięć lat później w miesięcznik, kiedy to jego nazwa została zmieniona na obecną – Gekkan Comic Dengeki Daioh. Począwszy od numeru z sierpnia 2008, sprzedawanego 27 czerwca 2008 roku, Dengeki Daioh zaczęło publikować większą liczbę serii, zwiększając tym samym liczbę stron z około 700 do 900 na numer.

## Edycje specjalne
Od stycznia 2010 roku ukazywała się specjalna edycja magazynu zatytułowana Dengeki Daioh Genesis, która była wydawana jako kwartalnik, od 2011 roku zaś jako dwumiesięcznik. Jej ostatni numer ukazał się 19 listopada 2012.
26 marca 2002 ukazał się pierwszy numer edycji specjalnej magazynu z mangami seinen zatytułowanej Dengeki Moeoh. Początkowo była wydawana jako kwartalnik, jednakże w marcu 2006 roku jej cykl wydawniczy został zmieniony na dwumiesięczny. W 2009 roku jej średni nakład wynosił 50 000 egzemplarzy.

## Wybrane serie
Opracowano na podstawie źródła.
- Adachi to Shimamura (Hitoma Iruma)
- Azumanga Daioh (Kiyohiko Azuma)
- A Certain Scientific Railgun (Kazuma Kamachi i Motoi Fuyukawa)
- Eromanga-sensei (Tsukasa Fushimi i Rin)
- Gdy zakwitnie w nas miłość (Nio Nakatani)
- Gurren Lagann (Kazuki Nakashima i Kotaro Mori)
- Toradora! (Yuyuko Takemiya i Zekkyō)
- White Album (Aquaplus, Leaf i Chako Abeno)
- Yotsuba! (Kiyohiko Azuma)